# Вагранская
Вагранская — посёлок в Свердловской области России, административно подчинённый городу Серову. Входит в Серовский муниципальный округ.
Ранее посёлок входил в состав Красноярского сельсовета Серовского района.

## Географическое положение
Посёлок Вагранская расположен в 26 километрах (по автотрассе в 28 километрах) к югу от города Серова, на левом берегу реки Моховой (правого притока реки Красноярки, бассейн Сосьвы). Рядом с посёлком проходит Серовский тракт, а через Вагранскую — ветка Серов — Гороблагодатская Свердловской железной дороги. В посёлке расположена железнодорожная станция Вагранская.

## Население
| 2002 | 2010 |
| ---- | ---- |
| 36   | ↗74  |